# Harchuf
Harchuf (auch Harkhuf, Herchuf, Hirchuf) (um 2300 v. Chr.) war ein ägyptischer Beamter, Expeditionsleiter und Entdecker. Er trug unter anderem die Titel „Vorderster an Aktion“ (ḥ3.tj-ˁ - Hatia), „königlicher Siegler“, „Vorlesepriester“, „Vorsteher der Fremdsprachigen“ und wohl am Ende seiner Karriere „Vorsteher von Oberägypten“. Sein Vater war der „Einzige Freund“ und „Vorlesepriester“ Iri.
Um 2300 v. Chr. unternahm er insgesamt vier Expeditionen zum ersten Nil-Katarakt ins Land Jam (Südliches Nubien). Bei der ersten Expedition erkundete er gemeinsam mit seinem Vater den Reiseweg nach Jam, bei der dritten Expedition bereiste er die westsudanische Wüste. Im zweiten Regierungsjahr des Königs Pepi II., bei seiner vierten Expedition, brachte Harchuf einen Zwerg der Gottestänzer aus dem Lande der „Horizontbewohner“ mit.
Eine Inschrift auf seinem Grabmal auf der Qubbet el-Hawa bei Elephantine (Assuan) berichtet ausführlich von seinen Expeditionen und seinem Leben.

## Familie
In Harchufs Grab werden insgesamt drei Familienangehörige genannt. Dies ist zum einen sein Vater Iri, der die Titel eines „Einzigen Freundes“ und eines „Vorlesepriesters“ trug. Harchufs Ehefrau war Tepemnefret, mit schönem Namen Tepi. Sie trug die Titel einer „Bekannten des Königs“ (d. h. Hofdame) und einer „Gottesdienerin der Hathor“. Das einzige Kind des Paares war der Sohn Djemi, mit schönem Namen Mesteni oder Mesni. Dieser trug die Titel eines „Einzigen Freundes“, „Vorlesepriesters“ und „Vorstehers der Fremdsprachigen“, die auch schon sein Vater besaß.

## Titel
| F4 · a |

| F4 · a |

| m · rA | M26 |

| m · rA | M26 |

| L2 | t | S19 |

| L2 | t | S19 |

| s | U23 | Aa17 · t · Z1 |

| s | U23 | Aa17 · t · Z1 |

| T28 | H | b |

| T28 | H | b |

| Y1V | m |

| Y1V | m |

| A48 | O47 |

| A48 | O47 |

| M22 | b | Hr · tp |

| M22 | b | Hr · tp |

| m · rA | S25 |

| m · rA | S25 |

| Hr · r | s | S · t | U30 | A | Y2 | U28 | d · t | Y2 | nb | n · t | tp | M25 |

| Hr · r | s | S · t | U30 | A | Y2 | U28 | d · t | Y2 | nb | n · t | tp | M25 |

| Z11 | ib · n | nb | G7 | f |

| Z11 | ib · n | nb | G7 | f |

| ir · r | H | W14 | z · z | t | n · nb | G7 | f |

| ir · r | H | W14 | z · z | t | n · nb | G7 | f |

| d · d | n · r | G14 | E23 | w | H | Hr · r | G7 | m | N25 · N25 | N25 · t · Z1 |

| d · d | n · r | G14 | E23 | w | H | Hr · r | G7 | m | N25 · N25 | N25 · t · Z1 |

| W25 | n · n | x&r&t | N25 · N25 | N25 · t · Z1 | nb | n | nb | G7 | f |

| W25 | n · n | x&r&t | N25 · N25 | N25 · t · Z1 | nb | n | nb | G7 | f |

| W25 | n · n | W25 | nw · Y2 | n | sw | t · Aa31 |

| W25 | n · n | W25 | nw · Y2 | n | sw | t · Aa31 |

| m | N25 · N25 | N25 · t · Z1 | nb |

| m | N25 · N25 | N25 · t · Z1 | nb |

| m · rA | M26 | N25 · N25 | N25 · t · Z1 | nb | n · t | tp | M25 |

| m · rA | M26 | N25 · N25 | N25 · t · Z1 | nb | n · t | tp | M25 |

## Harchufs Reisen

### Erste Reise
Der Bericht über die erste Reise ist äußerst knapp gehalten. Harchuf und sein Vater Iri wurden von König Merenre damit beauftragt, den Weg in das Land Jam zu erkunden. Die Reise dauerte insgesamt sieben Monate. Harchuf brachte viele Güter aus Jam nach Ägypten und wurde dafür sehr gelobt.

### Zweite Reise
Bei der zweiten Reise führte Harchuf das alleinige Kommando. In seinem Bericht nennt er zahlreiche Ortsnamen: Er reiste auf dem Elephantine-Weg und kam auf seinem Weg nach Jam durch die Länder Irtjet, Mecher und Tereres, die wohl Teil einer politischen Einheit namens Irtjet waren. Auf dem Rückweg kam er an den Hof des Herrschers von Setju und Irtjet. Die Reise dauerte insgesamt acht Monate und zahlreiche Güter wurden nach Ägypten gebracht. In seinem Bericht nimmt Harchuf den Ruhm in Anspruch, dass kein Expeditionsleiter vor ihm ähnliche Leistungen vollbracht hätte.

### Dritte Reise
Am ausführlichsten wird die dritte Reise beschrieben: Ausgangspunkt ist der 8. oberägyptische Gau. Von dort aus zog Harchuf über den Oasenweg nach Südwesten, wo er auf den Herrscher von Jam traf, der gerade einen Kriegszug gegen Libyer führte. Dieses Ereignis verzögerte den Zeitplan der Expedition offenbar deutlich, denn Harchuf sandte einen seiner Leute gemeinsam mit einem Untergebenen des Herrschers von Jam an den ägyptischen Königshof, um über die Verzögerung zu berichten. Es folgte ein Tauschhandel zwischen Harchuf und dem Herrscher von Jam und Harchuf gelangte auf dem Heimweg in die Gegend des südlichen Irtjet und des nördlichen Setju. Er durchquerte die Gegend mit einer Karawane bestehend aus 300 Eseln, die beladen waren mit Weihrauch, Ebenholz, hknw-Öl und anderen Dingen. Er traf wieder auf den Herrscher von Irtjet und Setju, der in der Zwischenzeit auch das Land Wawat unter seine Kontrolle gebracht hatte. Da Harchuf ein starkes Heer mit sich führte, dem auch Truppen aus Jam angehörten, kam es nicht zu feindseligen Auseinandersetzungen. Stattdessen gab der Herrscher Harchuf Rinder und sicheres Geleit durch sein Reich. Auf dem Weg zur Residenz kam Harchuf der Beamte Chuni mit mehreren Schiffen entgegen.

### Vierte Reise
Die vierte Reise fand nach dem Tod Merenres, in der frühen Regierungszeit seines Nachfolgers Pepi II. statt. Hierüber existiert kein direkter Bericht. Harchuf ließ stattdessen einen Brief des jungen Königs an seiner Grabfassade kopieren. Dieser Brief ist datiert auf das 2. Regierungsjahr, 3. Monat der Achet-Jahreszeit, Tag 15. Es handelt sich um eine Antwort auf einen Bericht, den Harchuf dem König gesandt hatte. Pepi drückt darin seine große Freude darüber aus, dass Harchuf einen „Zwerg der Gottestänze“ an den Hof bringt, wie es bereits der Expeditionsleiter Bawerdjed während der Regierungszeit von Djedkare bei einer Reise nach Punt getan hatte. Er mahnt Harchuf zur Eile und weist ihn an, ständig Wachen für den Zwerg aufzustellen, damit er während der Fahrt auf dem Nil auf keinen Fall ins Wasser fällt.

## Das Grab des Harchuf
Harchuf ist Besitzer des Grabes Q34n auf der Qubbet el-Hawa.

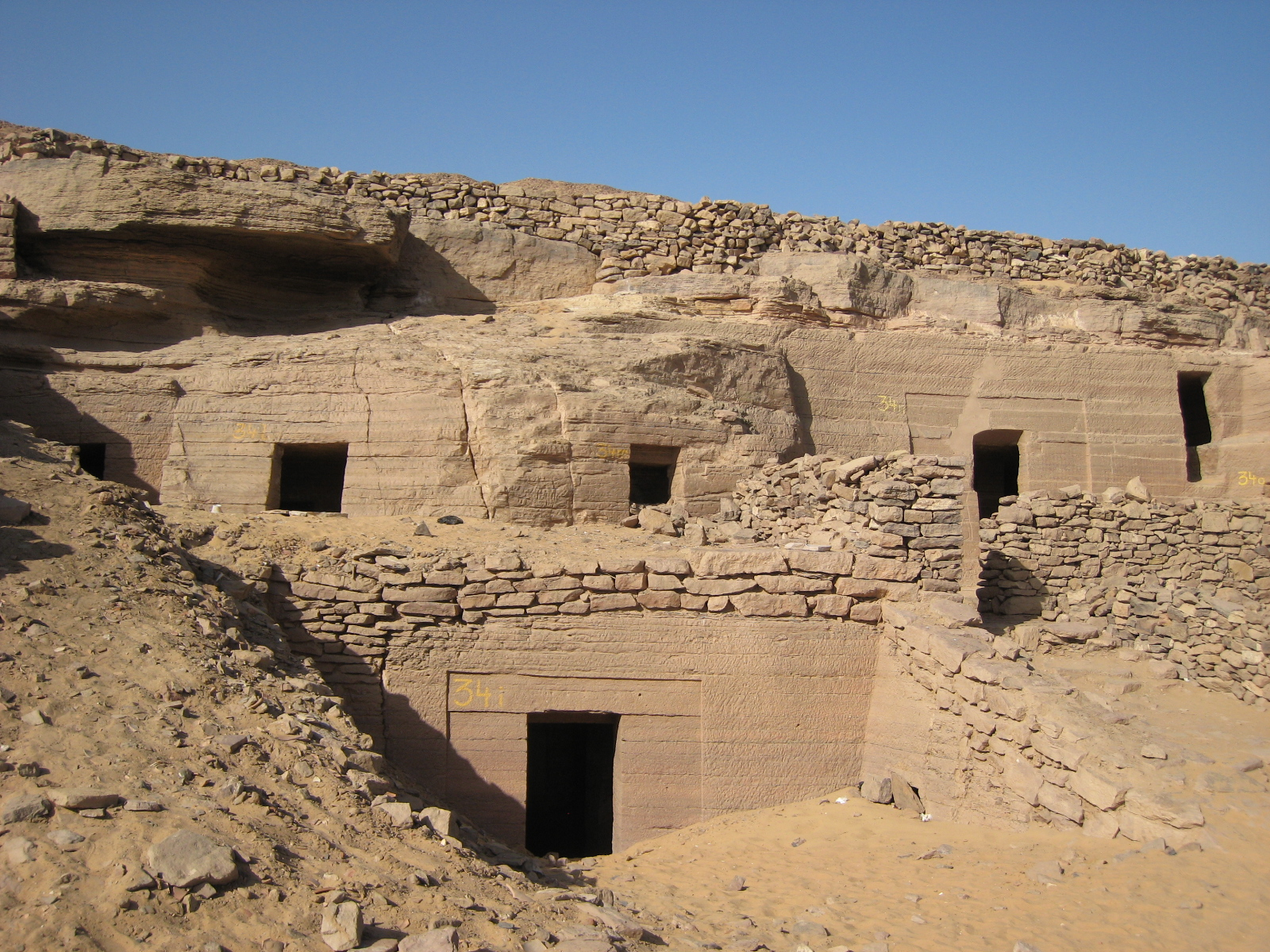
Das Grab des Harchuf und andere Gräber auf der Qubbet el-Hawa
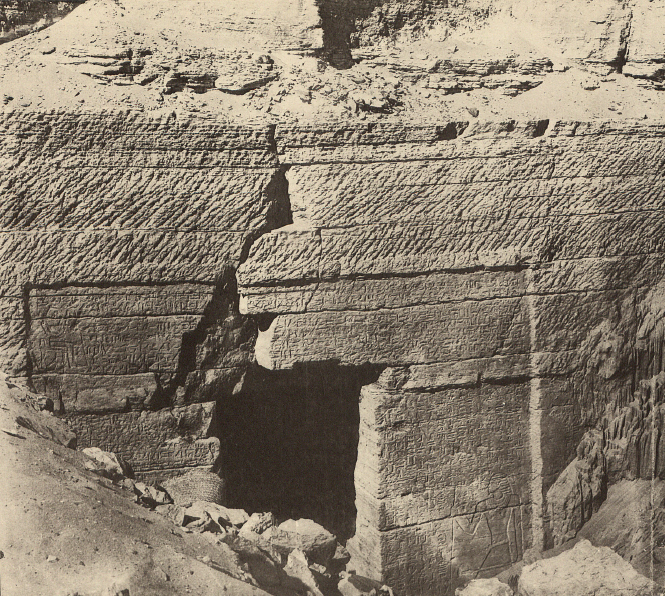
Das Grab um 1890
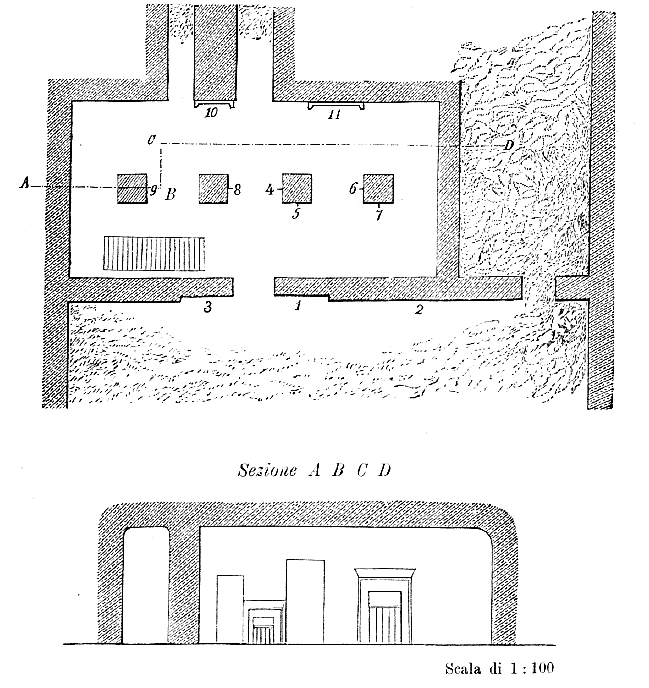
Grundriss und Querschnitt des Grabes
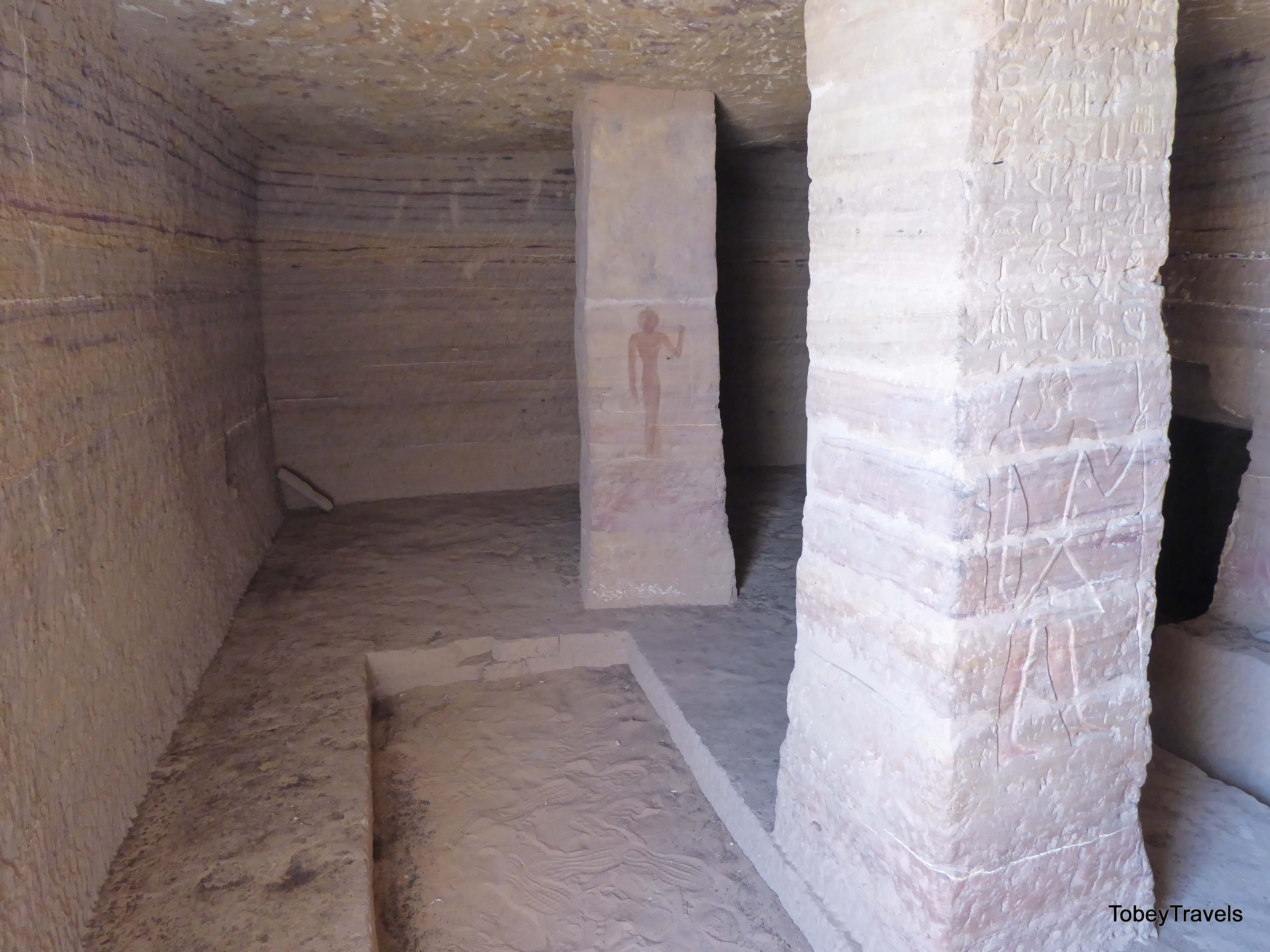
Innere Kammer in der Grabanlage
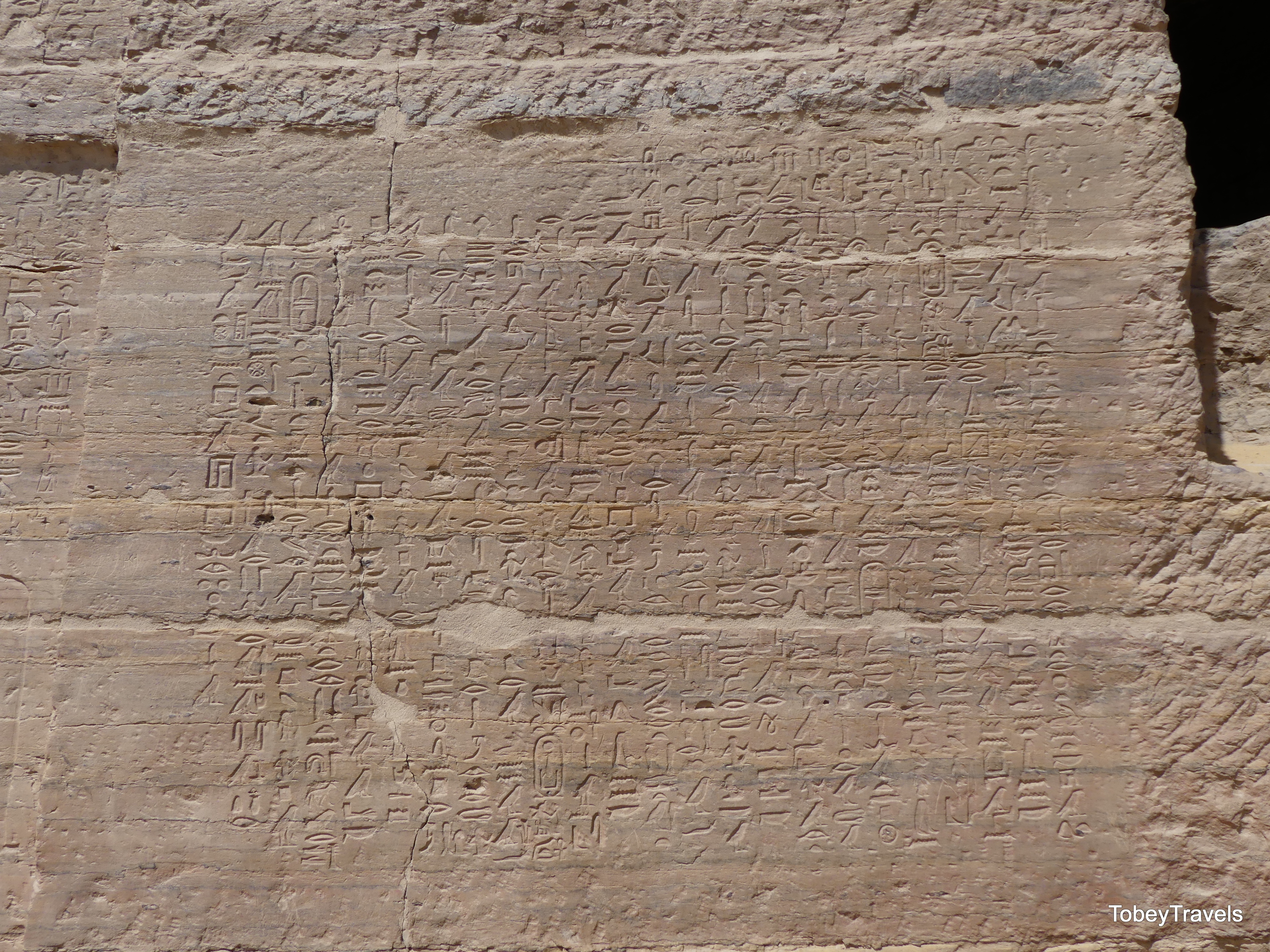
Inschrift am Grabeingang, rechts
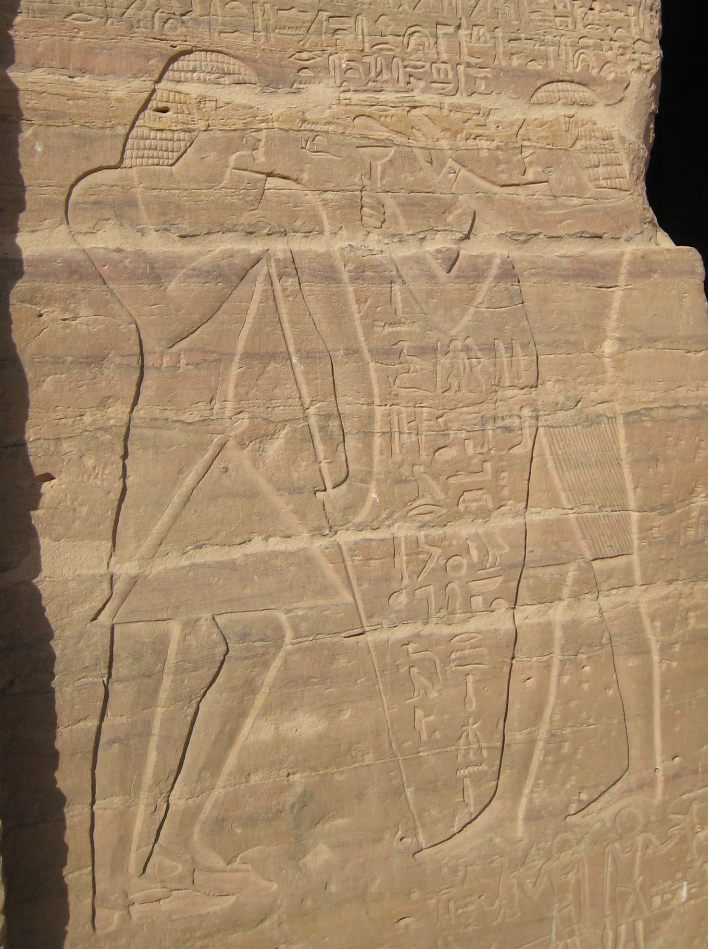
Darstellung des Djemi beim Opfer vor seinem Vater; Grab des Harchuf